# Paramecium aurelia
Paramecium aurelia-komplex
Espèce
Paramecium aurelia est une espèce de paramécies, des eucaryotes unicellulaires appartenant à l'embranchement (phylum) des ciliés. 
Paramecium aurelia est recouverte de cils vibratiles qui participent à sa motilité et à son alimentation. Elle se reproduit de façon asexuée par scissiparité (division simple), qui peut, dans certaines conditions, être précédée d'un phénomène d'autogamie ou être suivie d'un processus de conjugaison. Ces cellules tendent en effet à s'assembler en groupes d'individus au sein desquels se forment des paires qui échangent leurs micronucléus,.
Paramecium aurelia rassemble un complexe de 14 espèces identifiées dès 1975 qui se prête à diverses études génétiques.

## Taxonomie
Selon les sources cette espèce est attribuée à Otto Friedrich Müller en 1773 ou à Christian Gottfried Ehrenberg en 1838.
Pour Catalogue of Life, le taxon Paramecium aurelia est non valide et doit être appelé Paramecium aurelia-komplex.